# Journée des bricoles
La journée des bricoles est une série d'affrontements pré-révolutionnaires les 26 et 27 janvier 1789 à Rennes entre étudiants et nobles en marge de la convocation des États de Bretagne.

## Description

### Contexte
Depuis décembre 1788 et comme tous les deux ans, les États de Bretagne sont réunis à Rennes. Ils sont paralysés par l'opposition entre la bourgeoisie, qui demande leur réforme, et la noblesse qui s'y oppose. Les 54 députés du tiers états bloquent les délibérations tant que leurs conditions ne sont pas approuvées (notamment une réforme fiscale) que les députés de la noblesse refusent. Le 7 janvier 1789, Louis XVI décide de suspendre la session pour un mois et charge Bareau de Girac, évêque de Rennes de trouver une solution.
Le froid intense de cet hiver 1789, combiné avec les effets d'une récolte passable, renchérissent le prix de la farine et donc du pain,.

### 26 janvier 1789
Le 26 janvier, les porteurs d'eau et portefaix qui utilisent des bricoles pour leur travail se rassemblent pour protester contre la cherté du pain. Ils se dirigent vers le Parlement pour soutenir des conseillers nobles qui veulent forcer la municipalité à baisser le prix du pain. Ces derniers rendent la bourgeoisie responsable de l'absence d'une aide en faveur des Rennais.
Les étudiants en droit, menés par Moreau, rassemblés dans un café de la place du Parlement, sont pris à partie par les manifestants qui en assomment quelques-uns avant de poursuivre les « jeunes gens » dans les rues adjacentes.

### 27 janvier 1789
Le 27 janvier, les étudiants rassemblés dans l'église de Toussaints, dénoncent les manœuvres de la noblesse et ils décident, en partie par provocation, d'aller porter plainte au Parlement. Ils s'y rendent soutenus par une foule de plus en plus nombreuse.
Chateaubriand, présent parmi les députés de la noblesse aux États relate ces événements dans les Mémoires d'outre-tombe :

« Les États se tinrent dans le couvent des Jacobins sur la place du Palais. […] Les 25, 26, 27 et 28 janvier 1789 furent des jours malheureux. Le comte de Thiard avait peu de troupes ; chef indécis et sans vigueur, il se remuait et n'agissait point. L'école de droit de Rennes, à la tête de laquelle était Moreau, avait envoyé quérir les jeunes gens de Nantes ; ils arrivaient au nombre de quatre cents, et le commandant, malgré ses prières, ne les put empêcher d'envahir la ville. Des assemblées, en sens divers, au champ Montmorin et dans les cafés, en étaient venues à des collisions sanglantes. »

« Las d'être bloqués dans notre salle, nous prîmes la résolution de saillir dehors, l'épée à la main ; ce fut un assez beau spectacle. Au signal de notre président, nous tirâmes nos épées tous à la fois, au cri de : Vive la Bretagne ! et, comme une garnison sans ressources, nous exécutâmes une furieuse sortie, pour passer sur le ventre des assiégeants. Le peuple nous reçut avec des hurlements, des jets de pierres, des bourrades de bâtons ferrés et des coups de pistolet. Nous fîmes une trouée dans la masse de ses flots qui se refermaient sur nous. Plusieurs gentilshommes furent blessés, traînés, déchirés, chargés de meurtrissures et de contusions. Parvenus à grande peine à nous dégager, chacun regagna son logis. »

Deux jeunes nobles sont tués dont l'un est son ami. Il conclut :

« Lecteur, je t'arrête : regarde couler les premières gouttes de sang que la Révolution devait répandre. Le ciel a voulu qu'elles sortissent des veines d'un compagnon de mon enfance. »

### Suite des journées
Finalement, les nobles quittent la ville et les jeunes gens tiennent des assemblées qui serviront de modèle notamment aux fédération de 1790. Ces journées sont vues comme les prémices de la Révolution française.

## Sources
1. ↑  Dupuy 1972, p. 426
2. 1 2 3  Dupuy 2004, p. 85